# Turnin' Back the Pages
| Recensione | Giudizio |
| ---------- | -------- |
| AllMusic   |          |

Turnin' Back the Pages è una compilation del musicista rock statunitense Stephen Stills, pubblicato dall'etichetta discografica australiana Raven Records nel novembre del 2003.
Il CD raccoglie alcuni brani pubblicati nel periodo 1975-1978, ossia quando il musicista era sotto contratto con la label discografica Columbia Records, completa la raccolta due brani bonus risalenti al 1968 con il tastierista Al Kooper.

## Tracce
1. As I Come of Age – 2:35 (Stephen Stills) – Tratto dall'album: Stills (1975)
2. In the Way – 3:34 (Stephen Stills) – Tratto dall'album: Stills (1975)
3. New Mama – 2:27 (Neil Young) – Tratto dall'album: Stills (1975)
4. Cold Cold World – 4:35 (Stephen Stills, Donnie Dacus) – Tratto dall'album: Stills (1975)
5. Love Story – 4:12 (Stephen Stills) – Tratto dall'album: Stills (1975)
6. Turn Back the Pages – 4:03 (Stephen Stills, Donnie Dacus) – Tratto dall'album: Stills (1975)
7. First Things First – 2:15 (Stephen Stills, Joe Schermie, Jon Smith) – Tratto dall'album: Stills (1975)
8. Stateline Blues – 1:59 (Stephen Stills) – Tratto dall'album: Illegal Stills (1976)
9. The Loner – 4:14 (Neil Young) – Tratto dall'album: Illegal Stills (1976)
10. Buyin' Time – 3:35 (Stephen Stills) – Tratto dall'album: Illegal Stills (1976)
11. Soldier – 2:58 (Stephen Stills, Donnie Dacus) – Tratto dall'album: Illegal Stills (1976)
12. Closer to You – 3:34 (Donnie Dacus, Stephen Stills, Warner Schwebke) – Tratto dall'album: Illegal Stills (1976)
13. Ring of Love – 4:01 (Donnie Dacus, Stephen Stills) – Tratto dall'album: Illegal Stills (1976)
14. Circlin' – 4:16 (Stephen Stills, Kenny Passarelli) – Tratto dall'album: Illegal Stills (1976)
15. Midnight Rider – 3:40 (Gregg Allman) – Tratto dall'album: Thoroughfare Gap (1978)
16. Not Fade Away – 3:28 (Charles Hardin, Norman Petty) – Tratto dall'album: Thoroughfare Gap (1978)
17. Can't Get No Booty – 3:46 (Stephen Stills, Danny Kortchmar) – Tratto dall'album: Thoroughfare Gap (1978)
18. What's the Game? – 3:36 (Stephen Stills) – Tratto dall'album: Thoroughfare Gap (1978)
19. Thoroughfare Gap – 3:31 (Stephen Stills) – Tratto dall'album: Thoroughfare Gap (1978)
20. Beaucoup Yumbo – 3:39 (Stephen Stills, Joe Vitale) – Tratto dall'album: Thoroughfare Gap (1978)
21. You Don't Love Me – 4:07 (Willie Cobbs) – Bonus Track - 1968
22. It Takes a Lot to Laugh, It Takes a Train to Cry – 3:28 (Bob Dylan) – Bonus Track - 1968

Durata totale: 77:33

## Musicisti
Album Stills (1975):
- Stephen Stills - chitarre, tastiere, basso, voce, accompagnamento vocale
- Donnie Dacus - chitarra solista, chitarra bottleneck, chitarra ritmica, accompagnamento vocale
- George Terry - chitarra, accompagnamento vocale
- Rick Roberts - chitarra, accompagnamento vocale
- Jerry Aiello - tastiere
- Kenny Passarelli - basso, accompagnamento vocale
- Leland Sklar - basso
- Dallas Taylor - batteria
- Russell Kunkel - batteria
- English Richie (Ringo Starr) - batteria
- Tubby Ziegler - batteria
- Joe Lala - percussioni, accompagnamento vocale
- David Crosby - accompagnamento vocale
- Graham Nash - accompagnamento vocale
- Claudia Lennear - accompagnamento vocale
- Betty Wright - accompagnamento vocale

Album Illegal Stills (1976):
- Stephen Stills - chitarre, tastiere, basso, voce, accompagnamento vocale
- Donnie Dacus - chitarre, accompagnamento vocale
- George Terry - chitarre
- Jerry Aiello - tastiere
- George Perry - basso
- Tubby Zeigler - batteria
- Joe Vitale - batteria
- Joe Lala - percussioni
- Howard Kaylan - accompagnamento vocale
- Mark Volman - accompagnamento vocale

Album Thoroughfare Gap (1978):
Midnight Rider
- Stephen Stills - chitarra, strumenti a fiato, strumenti ad arco, voce, accompagnamento vocale
- Gerry Tolman - chitarra
- Miki Finnigan - pianoforte
- Mike Lewis - strumenti a fiato, strumenti ad arco
- George Chocolate Perry - basso
- Joe Vitale - batteria
- Joe Lala - percussioni
- Dave Mason - accompagnamento vocale

Not Fade Away
- Stephen Stills - chitarra, organo, voce, accompagnamento vocale
- George Chocolate Perry - basso, accompagnamento vocale
- Joe Vitale - batteria, accompagnamento vocale

Can't Get No Booty
- Stephen Stills - chitarra, pianoforte, basso, voce, accompagnamento vocale
- Danny Kortchmar - chitarra, percussioni, accompagnamento vocale
- Joe Vitale - batteria
- Joe Lala - percussioni

What's the Game?
- Stephen Stills - chitarra, strumenti a fiato, strumenti ad arco, voce, accompagnamento vocale
- George Terry - chitarra
- Kenny Kirkland - pianoforte
- Mike Lewis - strumenti a fiato, strumenti ad arco
- George Chocolate Perry - basso
- Joe Vitale - batteria
- Joe Lala - percussioni
- Dave Mason - accompagnamento vocale
- John Sambataro - accompagnamento vocale

Thoroughfare Gap
- Stephen Stills - chitarra acustica, basso, voce solista
- Paul Harris - pianoforte
- Al Gould - fiddle
- Paul Lee - batteria

Beaucop Yumbo
- Stephen Stills - chitarra, strumenti a fiato, strumenti ad arco, voce, accompagnamento vocale
- Miki Finnigan - pianoforte
- Mike Lewis - strumenti a fiato, strumenti ad arco
- George Chocolate Perry - basso
- Joe Vitale - batteria

Brani bonus: You Don't Love Me e It Takes a Lot to Laugh, It Takes a Train to Cry
- Stephen Stills - chitarre
- Al Kooper - voce, pianoforte, organo, ondioline, chitarra elettrica, chitarra a 12 corde
- Harvey Brooks - basso
- Eddie Hoh - batteria, percussioni
- Sconosciuti - sezione strumenti a fiato